# Mats Knoester
Mats Knoester, né le 19 novembre 1998 à Alphen-sur-le-Rhin aux Pays-Bas, est un footballeur néerlandais qui évolue au poste de défenseur central à l'Aberdeen FC.

## Biographie

### En club
Né à Alphen-sur-le-Rhin aux Pays-Bas, Mats Knoester commence le football au SV ARC avant d'être formé par le Feyenoord Rotterdam, mais il ne fait aucune apparition en professionnel avec ce club.
Le 17 janvier 2019, Knoester rejoint l'Heracles Almelo. Il joue son premier match en professionnel le 9 février 2019, face à l'Ajax Amsterdam, lors d'une rencontre d'Eredivise. Il entre en jeu à la place de Lennart Czyborra, et son équipe s'impose sur le score de un but à zéro ce jour-là. Il s'impose comme titulaire lors de la saison 2019-2020 au sein de la défense de l'Heracles, jouant un total de 27 matchs toutes compétitions confondues.
Le 20 décembre 2020, Knoester inscrit son premier but en professionnel lors d'une rencontre de championnat contre le SC Heerenveen. Il marque le deuxième but de son équipe de la tête sur un service de Silvester van der Water et l'Heracles s'impose par deux buts à un.
Après une saison 2021-2022 où l'Heracles est relégué en deuxième division, Koenster quitte le club. Il rejoint le Ferencváros TC en juillet 2022, signant avec le club hongrois dès le 26 mai 2022.
Le 1er septembre 2023, Mats Knoester rejoint le Danemark afin de s'engager en faveur de l'AGF Aarhus sous la forme d'un prêt d'une saison avec option d'achat. Il arrive notamment pour renforcer le secteur défensif après le départ de Thomas Kristensen à l'Udinese Calcio,.
Lors de l'été 2024, Knoester fait son retour au Ferencváros TC et est intégré à l'équipe pour la saison à venir.

### En sélection
Mats Knoester est sélectionné avec l'équipe des Pays-Bas des moins de 17 ans pour participer au championnat d'Europe des moins de 17 ans en 2015. Il joue deux matchs lors de ce tournoi, mais son équipe, qui termine troisième de son groupe, ne parvient pas à accéder au tour suivant.
Avec les moins de 18 ans, il inscrit en octobre 2015 un but lors d'une rencontre amicale face à la Serbie.
Knoester ne joue qu'un match avec les moins de 20 ans, étant titularisé le 9 novembre 2016 contre la France. Les deux équipes se neutralisent ce jour-là (1-1 score final).
En novembre 2020, Mats Knoester est appelé pour la première fois avec l'équipe des Pays-Bas espoirs. Il ne joue toutefois aucun match lors de ce rassemblement, restant sur le banc des remplaçants face au Portugal (défaite 2-1).

## Palmarès
Il est champion de Hongrie en 2023 et 2024 avec le Ferencváros TC.